# Бураполчай, Яовапа
Яовапа Бураполчай (тайск. เยาวภา บุรพลชัย, родилась 6 сентября 1984 года в Бангкоке) — таиландская тхэквондистка, бронзовый призёр летних Олимпийских игр 2004 года в соревнованиях по тхэквондо (весовая категория до 49 кг). Первая в истории Таиланда спортсменка, выигравшая медаль Олимпийских игр в тхэквондо (до неё таиландские спортсмены брали медали в боксе и тяжёлой атлетике).

## Биография

### Спортивная карьера
Тхэквондо занималась профессионально с 2002 года, ранее занималась фехтованием. На Олимпийских играх 2004 года в категории до 49 кг Яовапа начала выступление в первом раунде и победила испанку Бригитте Яге, однако в четвертьфинале проиграла кубинке Янелис Лабрада. В утешительном турнире Яовапа победила сначала канадку Иветт Гонда, а затем Глэдис Алисию Мору Ромеро из Колумбии, завоевав бронзовую медаль Игр.
В активе Бураполчай также есть золото Игр Юго-Восточной Азии 2003 года и чемпионата Азии 2006 года, серебро Азиатских игр 2002 года, чемпионата мира 2007 года и летней Универсиады 2005 года, а также бронза чемпионата мира 2003 года. Является победительницей мирового квалификационного турнира по тхэквондо 2003 года и этапа Кубка мира 2006 года в Таиланде. Карьеру спортсменки завершила в 2008 году из-за травмы лодыжки.

### Личная жизнь
Окончила среднюю школу Суанкуларб Виттаялаи Нонтабури с углублённым изучением английского языка, затем университет Тхаммасат (факультет гуманитарных наук) по специальности «история» с отличием. Дополнительно изучала бизнес-коммуникации и английский язык. Замужем за Криангкраем Тави, который работал ранее гидом. Владеет тайским, английским, японским и корейским языками.
У Яовапы Бураполчай был брат Пракит (10 апреля 1991 — 16 января 2015), который также занимался тхэквондо и был известен под прозвищем «Мистер Фунт». Пракит погиб, задохнувшись углекислым газом в своей квартире, утечка газа произошла из некачественного водонагревателя.

### Политическая карьера
Бураполчай является членом Партии национального развития (Чарт Паттана), в составе которой она участвовала в парламентских выборах в Таиланде в 2011 году в Национальную ассамблею Таиланда от одного из избирательных округов Бангкока, однако в нижнюю палату — Палату представителей — она не прошла по итогам выборов.

### Государственные награды
- Орден Дирекгунабхорна 4 класса (2004)[9]
- Орден Дирекгунабхорна 3 класса (2005)

## Скандалы
- На чемпионате мира 2007 года в Пекине Бураполчай считалась фаворитом среди букмекеров на победу в турнире и рассчитывала на первую золотую медаль в тхэквондо для Таиланда на уровне чемпионатов мира[10], однако проиграла своей принципиальнейшей противнице У Цзинъюй. По совпадению, на Азиатских играх 2002 года в корейском Пусане Бураполчай проиграла представительнице хозяев Лим Суджон в финале, на Играх Юго-Восточной Азии 2005 года в филиппинской Маниле — в первом раунде уступила ещё одной спортсменке от страны-хозяйки Лорен Лорели Каталан. Некоторые из журналистов и спортсменов Таиланда утверждают, что Бураполчай является жертвой некомпетентных судей, которые почему-то «протаскивают» в следующий раунд хозяев и не желают их поражения.
- В 2014 году она выступила в защиту корейского тренера сборной Таиланда Чхве Ён Сока, которого таиландская пресса обвинила в избиении таиландской тхэквондистки Рунграви Кураса после её поражения в первом раунде открытого чемпионата в Кёнджу[11].